# Anglesiet
Het mineraal anglesiet of loodspaat is een lood-sulfaat met de chemische formule PbSO4.

## Eigenschappen
Het doorzichtig tot doorschijnend kleurloze, grijze, gele, blauwe of groene anglesiet heeft een diamantglans, een witte streepkleur en de splijting van het mineraal is goed volgens het kristalvlak [001] en duidelijk volgens [210]. Het kristalstelsel is orthorombisch. Anglesiet heeft een gemiddelde dichtheid van 6,3, de hardheid is 2,5 tot 3 en het mineraal is niet radioactief. De brekingsindex is van 1,878 tot 1,895 en de dubbelbreking is 0,0170. Het bestaat voor 68,3 procent uit lood en is vanwege dat loodgehalte redelijk zwaar.

## Naam
Het mineraal anglesiet is genoemd naar het Welshe eiland Anglesey.

## Voorkomen
Anglesiet is een vrij algemeen mineraal dat gevormd wordt bij de verwering van andere lood-houdende mineralen. De typelocatie van anglesiet is Tsumeb in Namibië.